# Goierriko Itzulia
La Goierriko Itzulia est une course cycliste espagnole disputée au mois de mars autour d'Urretxu (Guipuscoa), dans la communauté autonome du Pays basque. 

## Présentation
Trois premières éditions sont disputées entre 1960 et 1962. Après une interruption de plus de vingt ans, l'épreuve refait son apparition en 1984. Dénommée communément par son appellation actuelle, ou Vuelta al Goierri, elle se déroule alors par étapes. 
Après une nouvelle interruption en 2009, elle réapparaît sous le format d'une course d'un jour en 2010.

## Palmarès
| Année                 | Vainqueur                 | Deuxième                    | Troisième               |
| Vuelta al Goierri     |                           |                             |                         |
| --------------------- | ------------------------- | --------------------------- | ----------------------- |
| 1960                  | Valentín Uriona           |                             |                         |
| 1961                  | Carlos Pérez Zabal        |                             |                         |
| 1962                  | Jesús Isasi               |                             |                         |
| 1963-1983             | pas de course             | pas de course               | pas de course           |
| 1984                  | Vicente Prado             |                             |                         |
| 1985                  | Alberto Clerencia         |                             |                         |
| 1986                  | Joseba Nuñez              |                             |                         |
| 1987                  | Luis María Urízar         |                             |                         |
| 1988                  | José Antonio Davoz        |                             |                         |
| 1989                  | Carlos Galarreta (es)     |                             |                         |
| 1990                  | Jon Odriozola             |                             |                         |
| 1991                  | Félix García Casas        |                             |                         |
| 1992                  | Manuel Fernández Ginés    |                             |                         |
| 1993                  | Iñigo González de Heredia |                             |                         |
| 1994                  | Isidro Pou                |                             |                         |
| 1995                  | Igor Flores               |                             |                         |
| 1996                  | José Alberto Martínez     |                             | Isidro Nozal            |
| 1997                  | Pedro Arreitunandia       |                             |                         |
| 1998                  | José Antonio Garrido      |                             |                         |
| 1999                  | Gorka González            |                             |                         |
| 2000                  | Santiago Pérez            |                             |                         |
| 2001                  | Joseba Albizu             |                             |                         |
| 2002                  | Fernando Torres           |                             |                         |
| 2003                  | José Rafael Martínez      | Jokin Ormaetxea             | Dailos Manuel Díaz (es) |
| 2004                  | Luis Fernández            | Martín Mata                 | Diego Milán             |
| 2005                  | Didac Ortega              | Francisco Gutiérrez Álvarez | David Pérez Íñiguez     |
| 2006                  | Eder Salas                | Ismael Esteban              | Carlos Juez             |
| 2007                  | Ángel Madrazo             | Mikel Nieve                 | Jesús Merino            |
| 2008                  | Fabricio Ferrari          | Héctor Espasandín           | Ángel Madrazo           |
| 2009                  | pas de course             | pas de course               | pas de course           |
| Gran Premio Kutxa     |                           |                             |                         |
| 2010                  | Alejandro Paleo (es)      | Alexander Ryabkin           | Paul Kneppers           |
| Goierriko Itzulia     |                           |                             |                         |
| 2011                  | Jorge Martín Montenegro   | Paul Kneppers               | Jordi Simón             |
| Gran Premio Kutxabank |                           |                             |                         |
| 2012                  | Arkaitz Durán             | Kepa Vallejo                | Aitor González Prieto   |
| 2013                  | Unai Elorriaga            | Peio Goikoetxea             | Antonio Angulo          |
| 2014                  | Marc Soler                | Julen Mitxelena             | Iker Azkarate           |
| Goierriko Itzulia     |                           |                             |                         |
| 2016                  | Cyril Barthe              | Óscar Pelegrí               | Mikel Alonso            |
| 2017                  | Mikel Alonso              | Eduardo Llacer              | Ibai Azurmendi          |
| 2018                  | Pablo Benito              | Dzmitry Zhyhunou            | Ángel Fuentes           |
| 2019                  | Mikel Paredes             | Luciano Martínez            | Santiago Mesa           |
| 2020                  | Jon Barrenetxea           | Unai Iribar                 | Raúl García Pierna      |
| 2021                  | pas de course             | pas de course               | pas de course           |